# Liste schleswigscher Ortsnamen
Die Liste schleswigscher Ortsnamen enthält die deutschen, dänischen und friesischen Varianten der Ortsnamen.
Die Orte sollen, insbesondere wenn kein Artikel zu ihnen besteht, einen Einzelnachweis als Beleg der jeweiligen Schreibweisen enthalten. (Die friesischen Varianten werden heute teilweise auch in Atlanten und auf Ortsschildern mitaufgeführt.) Die Koordinaten zu den Orten sollen die Lokalisierung erleichtern. Auch Hinweise zur Namensbedeutung soll die Liste enthalten, soweit nicht auf den jeweiligen Artikel des Ortes, mit dem jeweiligen Abschnitt, verwiesen wird. 
Die Liste schleswigscher Ortsnamen ist unterteilt in:
- eine Liste (Abteilung) für Nordschleswig (siehe folgend)
- eine Liste (Abteilung) für Südschleswig.

## Nordschleswig (Dänischer Teil Schleswigs)
Die dänischen Varianten stehen in diesem Bereich der Liste an  erster, die deutschen an zweiter und die friesischen (wenn vorhanden) an dritter Stelle.

### A
- Aabenraa / Apenrade / Ååwenru
- Abild / Abel
- Abkær / Abkjer
- Abterp / Abterp
- Adelvad / Adelwatt
- Adsbøl / Atzbüll
- Agerskov / Aggerschau
- Aller / Aller
- Allerup / Allerup
- Almsted / Almstedt
- Almstrup / Almstrup
- Alnor / Alnor
- Als / Alsen
- Alslev / Alsleben
- Anderup / Andrup
- Andholm / Andholm
- Anholt / Anholt
- Anslet / Anslet
- Arnbjerg / Arnberg
- Arndrup (Bedsted) / Arndrup
- Arndrup / Ahrendorf
- Arnitlund / Arnitlund
- Arnkil / Arnkiel[1]
- Arnum Arnum
- Arrild / Arrild
- Asserballe / Atzerballig
- Asset / Assith
- Astrup / Løgumkloster Astrup
- Augustenborg / Augustenburg
- Augustenhof / Augustenhof
- Avnbøl / Auenbüll
- Avne/Fjelstrup Aune

### B
- Bagmose / Bagmoos
- Bajstrup / Baistrup
- Bakkensbro / Bakkensbro
- Ballebro / Ballebro
- Ballum / Ballum / Balem
- Barlund / Haberslund-Barlund
- Barsbøl Barsbüll
- Barslund Barslund
- Barsmark / Barsmark
- Barsø / Barsö
- Bedsted / Bedstedt
- Bevtoft Beftoft
- Billund / Billund
- Birkelev / Birkeleff
- Birkelund / Birkelund
- Bjergskov / Bergholz
- Bjerndrup (Ksp. Klipleff) Behrendorf
- Bjerndrup / Stepping-Bjerndrup
- Bjerning / Bjerning
- Bjolderup / Bjolderup
- Blans / Blans
- Blaakrog / Blaukrog
- Bodum Bodum
- Bojskov / Christiansfeld-Boiskov
- Bojskov / Gravenstein-Beuschau
- Bokholm / Bockholm
- Bolderslev / Bollersleben
- Bommerlund / Bommerlund
- Borg / Borrig
- Bosholm / Bosholm
- Bov / Bau
- Bovlund (Ksp. Aggerschau) / Baulund
- Bovrup (Ksp. Warnitz) / Baurup
- Bramdrup / Bramdrup
- Branderup / Branderup
- Brandsbøl / Brandsbüll
- Brede / Brede
- Bredebro / Bredebro
- Bredevad / Bredewatt
- Bremsbøl / Bremsbüll
- Bro / Bro[2]
- Broager / Broacker
- Broballe / Broballig
- Brodersgaard / Vennemose-Brodersgaard
- Broderup (Ksp. Tingleff) / Brauderup
- Brorsbøl (Ksp. Starup) / Brorsbüll
- Brunde / Brunde
- Brunsnæs / Brunsnis
- Brændstrup / Brendstrup
- Brøns / Bröns
- Brøstrup / Bröstrup
- Braaterup / Bratterup
- Burkal / Buhrkall
- Bylderup / Bülderup
- Bylderup-Bov / Bülderup-Bau
- Bæk / Beck
- Bøffelkobbel / Büffelkoppel[1]
- Bøgvad / Bögwatt
- Bønderby / Bönderby
- Baadsbøl / Bodsbüll

### C
- Christiansfeld / Christiansfeld
- Christiansdal / Christiansthal

### D
- Daler / Dahler
- Dalsgaard / Dalsgaard
- Damende / Dammende
- Darngaard / Damgaard
- Dams Teglværk / Damms Ziegelei
- Diernæs / Djernis
- Dimen / Diemen
- Dover / Dover[3]
- Draved / Dravit
- Drengsted / Drengstedt
- Duborg / Duburg
- Dybbøl / Düppel[1]
- Dynt / Dünth
- Dyrhus / Dürhuus
- Dyvig / Düwig oder Dywig[4]
- Døstrup / Döstrup

### E
- Egebæk / Eggebek
- Egen / Eken
- Egernsund / Ekensund
- Egvad / Eckwatt
- Ejsbøl / Eisbüll
- Ellum / Ellum
- Elsmark / Elsmark
- Elstrup / Elstrup
- Emmerlev / Emmerleff
- Emmerske / Emmerschede
- Enderupskov / Endrupskov
- Erlev / Erleff
- Ertebjerg / Erteberg

### F
- Farris / Farris
- Farversmølle / Färbersmühle
- Faverby / Fauerby
- Favrholm / Faurholm
- Favrvraa / Fauerwraa
- Felsbæk / Felsbek
- Felsted / Feldstedt
- Fiskebæk / Fischbek
- Fiskenæs / Fisnis
- Fjelstrup / Fjelstrup
- Fladsten / Fladsteen
- Flovt / Flauth
- Fogderup bzw. Foverup (Ksp. Rapstedt) / Fauderup
- Foldingbro / Foldingbro
- Fole / Fohl
- Forballum / Forballum
- Fredenshøj / Friedenshöhe[5]
- Fredsted / Fredstedt
- Frestrup / Frestrup
- Frifelt / Friefeld
- Frydendal / Frydendal[1]
- Frørup / Frörup[6]
- Frøslev / Fröslee
- Fynshav / Fünenshaff
- Fæsted / Fedstedt
- Faarhus / Schafhaus

### G
- Gabøl / Gabel
- Ved Gaden / Gath
- Gallehus / Gallehuus
- Galsted / Galstedt
- Gammel Frederikskog / Alter Friedrichenkoog
- Gammelgab / Gammelgab
- Gammel Haderslev / Alt-Hadersleben
- Gammelmark / Gammelmark
- Ganderup / Ganderup
- Geestrup / Geestrup
- Gejlaa / Geilau
- Gelsbro / Gelsbro
- Genner / Gjenner
- Gerrebæk / Gerrebek
- Gesing / Gesing
- Gram / Gramm[7]
- Gramby / Grammby[7]
- Grarup / Grarup
- Gravlund / Graulund
- Grødebøl / Grödebüll
- Grøngrøft / Grüngrift
- Grøngaard / Grünhof
- Grønnebek / Grönnebek
- Gråsten / Gravenstein
- Guderup / Guderup
- Gunstrup / Gunstrup
- Gerup / Gjerrup
- Gøttrup / Göttrup
- Gaansager / Gonsagger
- Gaardeby / Gaardeby
- Gaasblok / Gorsblok
- Gaaskær / Gaaskjär

### H
- Haderslev / Hadersleben
- Haderslev Damm / Haderslebener Damm[8]
- Haderslev Fjord / Haderslebener Förde[6]
- Halk / Halk
- Hajstrup / Haistrup
- Hammelev / Hammeleff
- Hardeshøj / Hardeshoi
- Haved / Haved
- Havervad / Haverwatt
- Havnbjerg / Hagenberg
- Havneby / Havneby
- Havsted / Haustedt
- Heds / Heez
- Hejls / Heils[6]
- Hejls Kirke / Heils-Kirche[6]
- Hejlsminde / Heilsminde[6]
- Hejsager / Heisagger
- Hejsel / Heissel
- Hellet / Hellet
- Hellevad / Hellewatt
- Helleved / Hellwitt
- Hesselbjerg / Hesselberg
- Himmark / Himmark
- Hindballe / Hindballe
- Hinderup / Hinderup
- Hjartbro / Hjartbro
- Hjaruplund / Jarplund
- Hjemsted / Hiemstedt
- Hjerndrup / Christiansfeld-Hjerndrup
- Hjerpsted / Jerpstedt
- Hjerting / Hjerting[3]
- Hjolderup / Jolderup
- Hjordkær / Jordkirch
- Hokkerup / Hockerup
- Holbæk / Holbek
- Holbøl / Holebüll
- Holdbi / Holbi
- Holme / Osterhoist-Holm
- Hoptrup / Hoptrup
- Hornse / Ravstedt-Horns
- Horsbyg Horsbük
- Hostrup / Hostrup
- Hostrupskov / Hostrupholz
- Hovslund / Haberslund
- Hovst / Haust
- Huholt / Huholt
- Hundebøl / Hundebüll
- Hundslev / Hundsleben
- Husum-Ballum / Husum-Ballum
- Hvidding / Alt Hvidding
- Hviddingherred / Wiedingharde
- Hvinderup / Winderup
- Hydevad / Hüdewatt
- Hynding / Hünding
- Hyrup / Bevtoft-Hürup
- Høgebjerg / Hökeberg
- Høgelund Högelund
- Høgsholt Höxholt
- Høgslund Höxlund
- Højer / Hoyer / Huađer
- Højrup / Hoirup
- Høkkelbjerg / Christiansfeld-Hökelberg
- Hønkys / Hönkys
- Hønning / Hönning
- Hønsnap / Hönschnap[9]
- Hørup / Hörup[2]
- Høruphav / Höruphaff[2]
- Hørupkirke / Hörupkirche[2]

### I
- Iller / Iller
- Immervad / Immerwatt

### J
- Jegerup / Jägerup
- Jejsing / Jeising
- Jels / Jels
- Jenning / Jenning
- Jernhyt / Jernhütte
- Jestrup / Jestrup
- Jordsand / Jordsand / Joortsön'
- Juvre / Juvre
- Jylland / Jütland / Jütlönj

### K
- Kabdrup / Kabdrup
- Kagebøl / Kagebüll
- Kalkær / Kalkjer
- Kalvø / Kalö
- Kamp / Kamp
- Kamtrup / Kamptrup
- Karlsvraa / Karlswraa
- Kassø / Kassö
- Kastbjerg / Kastberg
- Kastrup / Kastrup
- Kastvraa / Kastwraa
- Kegnæs / Kekenis
- Keldbjerg / Keelberg
- Kelsbjerg / Auenbüll-Keelsberg
- Kelstrup / Kjelstrup
- Ketting / Ketting
- Kiding / Kieding
- Kiskelund / Kitschelund
- Kirkeby / Röm-Kirkeby
- Kirkehøj / Toftlund-Kirkehoi
- Kleinbjerg / Wojens-Kleinberg
- Klingbjerg (ved Tinglev) Klingenberg (bei Tingleff)
- Klingbjerg (paa Als) / Klingenberg (auf Alsen)
- Klinting / Alsen-Klinting
- Kliplev / Klipleff
- Klovtoft / Klautoft
- Kløjing / Kloiing
- Knappen / Knapp
- Knivsbjerg / Knivsberg
- Knivsig / Knivsig
- Knorborg / Knorburg
- Knud / Fjelstrup-Knud
- Kobberholm / Bojskov-Kobberholm
- Kobberholt / Barsmark-Kobberholt
- Kokhave / Kockhau
- Kokær / Kokjer
- Koldby / Koldby
- Kollund / Kollund / Kolün
- Kollund Østerskov / Kollund-Osterholz[6]
- Kollund Strand / Kollund-Bad[9]
- Kolsnap / Kolsnap
- Kolstrup / Kolstrup
- Kongsbjerg / Königsberg
- Kongsmark / Rømø-Kongsmark
- Koresand / Koresand
- Korntved / Korntwedt
- Korup / Quorp
- Kov / Kau
- Kragelund / Krack(e)lund
- Kravlund Kraulund
- Krum-om / Krummum[2]
- Krusmølle / Kruusmühle
- Krusaa / Krusau
- Kumled / Kummerleff
- Kvistrup / Quidstrup
- Kværs / Quars
- Kær / Kjär[1]
- Kærgaard / Kjärgaard
- Københoved / Kjöbenhoved[3]

### L
- Ladegaardskov / Laygaardholz
- Lakolk / Lakolk
- Laksmølle / Lachsmühle
- Lambjerg / Lamberg
- Landeby / Landeby
- Langager / Langacker
- Langesø / Langesö
- Langetved / Langetwedt
- Langkær / Langkjär
- Lavensby / Lauensby[4]
- Lebøl / Lebüll
- Lendemark / Lendemark
- Lerskov / Leerschau
- Lert / Leerdt
- Lilholdt / Lilholdt
- Lille Emmerske / Klein-Emmersched
- Lille Jyndevad / Klein-Jündewatt
- Lille Mommark Klein Mommark
- Lille Tønde Klein-Tonde
- Lindetskov / Linnetschau
- Lindsnakke / Lehnsnack
- Lintrup / Lintrup
- Loddenhøj / Loddenhoi
- Lovrup / Laurup
- Lovtrup / Lautrup
- Lund / Bylderup-Lund
- Lundbæk / Lundbek
- Lunden / Alsen-Lunden
- Lunderup / Lunderup
- Lunding / Lunding
- Lundsbjerg / Lundsberg
- Lundsgaarde / Lundsgaarde
- Lundtoft / Lundtoft
- Lydersholm / Lüdersholm
- Lykkepold / Lückepolt
- Lysabild / Lysabbel
- Løgum Bjerge / Lügumberg
- Løgumgaarde / Lügumgaard
- Løgumkloster / Lügumkloster
- Løjt / Loit
- Løjtkloster / Loitkloster
- Løjtved / Loitwitt

### M
- Magstrup / Maugstrup
- Majbøl / Maibüll
- Mandbjerg / Mandberg
- Mandø / Mandö
- Marstrup / Marstrup
- Mejlby / Meilby
- Mellerup / Mellerup
- Meng / Meng
- Midtskov / Mitschau
- Mintebjerg / Minteberg
- Mjang / Miang[2]
- Mjels / Meels
- Mjolden / Medolden
- Mjøls / Miöls
- Moltrup / Moltrup
- Mommark / Mummark
- Mosbøl / Maasbüll
- Munkmølle / Munkmühle
- Muspyt / Muspött
- Møgeltønder / Mögeltondern / Grot Toner
- Mølby / Mölby
- Møllehus / Mühlenhaus
- Mølmark / Möllmark
- Mønterhøj / Minterhöhe

### N
- Naldtang / Nailtang
- Nederjerstal / Niederjersdal
- Nejs / Neiss
- Nolde / Nolde
- Nordborg / Norburg
- Nordfrisland / Nordfriesland / Nordfraschlönj
- Nordslesvig / Nordschleswig / Nordslaswik
- Normsted / Normstedt
- Notmark / Nottmark
- Nustrup / Nustrup
- Nybøl / Nübel
- Nybølnor / Nübelnoor
- Ny Frederikskog / Neuer Friedrichenkoog
- Nykro / Neukrug
- Nymølle / Neumühle
- Nystavnsbøl / Alsen-Neustaunsbüll
- Nørby / Gjenner-Norby
- Nørrehjarup / Norderjarup
- Nørrehostrup / Norderhostrup
- Nørreløgum / Norderlügum
- Nørremølle / Nordermühle
- Nørre-Sejerslev / Norderseiersleff
- Nørreskov / Norderholz
- Nørre-Smedeby / Norderschmedeby
- Nørre Vilstrup / Norderwilstrup
- Nørre Vollum / Norderwollum
- Nørre Ønlev / Norderenleben

### O
- Oksbøl / Oxbüll
- Oksenvad / Oxenwatt
- Okseøer / Ochseninseln
- Oldemorstoft / Waldemarstoft
- Olling / Olling
- Ormstoft / Ormstoft
- Ottersbøl / Ottersbüll
- Overby / Overby
- Overby / Rinkenæs-Oberdorf
- Over Jerstal / Oberjersdal

### P
- Padborg / Pattburg
- Pamhule Pamhul
- Perbøl / Perebüll / Peerebel
- Pomose / Pomoos
- Porsbøl / Porsbüll
- Pøl / Poehl[4]

### R
- Ragebøl / Rackebüll[1]
- Randerup / Randerup
- Rangstrup / Rangstrup
- Raved / Ravit
- Ravsted / Rapstedt
- Rebbøl / Reppel
- Refslund / Refslund
- Rejsby / Reisby
- Renbæk / Reinbek
- Rendbjerg / Rennberg
- Rends / Renz
- Revsø / Refsö
- Rinkenæs / Rinkenis
- Rise / Ries
- Rise-Hjarup / Riesjarup
- Roager / Roagger
- Roost / Roost
- Rudbøl / Ruttebüll
- Rugbjerg / Rauberg
- Rurup / Rurup
- Rødding / Rödding
- Rødebæk / Rothenbek
- Rødekro / Rothenkrug
- Røllum / Röllum
- Rømø / Röm / Rem
- Rønshoved / Randershof
- Rørkær / Rohrkarr

### S
- Saksborg / Saxburg
- Sandager / Sandacker
- Sandbjerg / Sandberg[1]
- Sarup / Sarup
- Schackenborg / Schackenburg
- Sebbelev / Sebbelau[2]
- Seggelund / Seggelund
- Sillerup / Sillerup
- Siltoft / Sieltoft
- Simmersted / Simmerstedt
- Sindet / Sindet
- Sjellerup / Schellerup
- Skarrev/Skrerrev / Scherriff
- Skast / Schads
- Skedebjerg / Schedeberg
- Skelbæk / Schelbek
- Skelde / Schelde
- Skibelund / Skibelund
- Skodborg / Schottburg[3]
- Skodsbøl / Schottsbüll
- Skovby / Schauby
- Skovbølgaard / Schobüllgaard
- Skovlund / Skovlund
- Skrave / Skrave
- Skrydstrup / Skrydstrup (älter auch Schrüdstrup)[10]
- Skærbæk / Scherrebek
- Slukefter / Slukefter
- Slyngsten / Slyngsteen
- Smedager / Schmedagger
- Smedeby / Schmedeby
- Smøl / Schmöl
- Snogbæk / Schnabek[1]
- Snurom / Snurrom
- Sofiedal / Sophienthal
- Solderup / Solderup
- Sommerlyst / Sommerlust
- Sommersted Sommerstedt
- Sottrup / Bülderup-Sotterup
- Sottrup / Sundewitt-Satrup
- Sottrupskov / Satrupholz
- Spandet / Spandet
- Spang / Spang
- Spramshuse / Spramshuus
- Stade / Stade
- Starup / Starup
- Stemmild / Stemmilt
- Stenderup / Stenderup
- Stentoft / Stentoft
- Stepping / Stepping
- Stevning / Stevning
- Stollig / Stollig
- Stoltelund / Stoltelund
- Store Emmerske / Groß-Emmerschede
- Store Jyndevad / Groß-Jündewatt
- Store Okseø / Große Ochseninsel
- Store Tønde / Groß-Tonde
- Strandelhjørn / Strandelhjörn
- Stranderød / Stranderott
- Straagaard / Straagaard
- Stubbum / Stubbum
- Stubbæk / Stübbek
- Styding / Stüding
- Styrtom / Störtum
- Sundsmark / Sundsmark[1]
- Surløkke / Surlücke
- Svejlund / Schweilund
- Svejrup / Schweirup
- Svenstrup / Schwenstrup
- Sverdrup / Sverdrup
- Svinborg / Schwinborg
- Sæd / Seth
- Søderup / Söderup
- Søgaard / Seegaard
- Søllingvraa / Söllingwraa
- Sølsted / Söllstedt
- Sønderballe / Süderballig
- Sønderborg / Sonderburg[1]
- Sønderby / Sönderby
- Sønderhav / Süderhaff[9]
- Sønder Hostrup / Süderhostrup
- Sønderjylland / Südjütland oder Schleswig
- Sønderjyllands Amt / Kreis Nordschleswig
- Søndernæs / Söndernis
- Sønder Sejerslev / Süderseiersleff
- Sønder Vilstrup / Süderwilstrup
- Sønder-Vollum / Süder Wollum
- Sønder Ønlev / Süderenleben
- Søst / Sös
- Søvang / Seewang

### T
- Tandselle Tandselle
- Tandslet Tandslet
- Taps / Taps[6]
- Tapsøre / Tapsuhr[6]
- Terkelsbøl / Terkelsbüll
- Terp / Terp
- Tinglev / Tingleff
- Tingvad / Tingwatt
- Tirslund / Tieslund
- Tiset / Thiset
- Toft / Toft
- Toftlund / Toftlund
- Toftum / Toftum
- Toghale / Toghale
- Torning / Christiansfeld Torning
- Tornskov / Tornschau
- Torp / Torp
- Trappen / Treppe
- Travsted / Traustedt
- Trøjborg / Troiburg
- Traasbøl / Trasbüll
- Tumbøl / Tombüll
- Tved / Twedt
- Tvistmark Twismark
- Tykskov / Tüchschau
- Tyrstrup / Tyrstrup[6]
- Tønder / Tondern / (Latj) Tuner
- Tørning / Torning
- Tørsbøl / Törsbüll

### U
- Ubjerg / Uberg
- Uge / Uk
- Uldal / Uldal
- Ulkebøl / Ulkebüll
- Ullerup / Ulderup
- Uldtang / Ultang
- Undelev / Undeleff

### V
- Vandling / Wandling
- Varnæs / Warnitz
- Vedbøl / Weibüll
- Vedsted / Wittstedt
- Ved Aaen / An der Aue
- Vejbæk / Weibek
- Vellerup / Wellerup
- Vemmingbund / Wenningbund
- Vennemose / Wennemoos
- Vester Gasse Westergasse
- Vesterhøjst / Westerhoist
- Vester Linnet / Westerlinnet
- Vestermark Westerfeld
- Vester-Sottrup / Wester-Satrup
- Vesterterp / Westerterp
- Vidå / Wiedau / Wiidou
- Vilsbæk / Wilsbek
- Vinum / Winum
- Vippel / Wippel
- Visbjerg / Wiesberg
- Visby / Wiesby
- Vodder / Wodder
- Vojens / Woyens
- Vollerup / Wollerup
- Vollum / Wollum
- Vongshøj / Wongshoi
- Vonsbæk / Wonsbek
- Vraagaard / Wraagaard / Wruguurd

### Ø
- Øbening / Öbening
- Ørby / Örby[6]
- Ørbyhage / Örbyhage[6]
- Ørslev / Örsleben
- Ørsted / Örstedt
- Øsby / Oesby[6]
- Østerby / Osterby
- Østerende-Ballum / Osterende-Ballum
- Østergasse / Ostergasse
- Østerhøjst / Osterhoist
- Øster Lindet / Osterlinnet
- Øster Løgum / Osterlügum
- Østerterp / Osterterp

### Å
- Åbæk / Aubek
- Åbøl / Aabel
- Årsbjerg / Aarsberg
- Årslev / Arsleben
- Årup / Aarup
- Årø / Aarö[6]
- Årøsund / Aarösund[6]
- Årslev / Arsleben
- Årtoft /  Ahretoft
- Åspe / Aaspe
- Åstrup / Aastrup
- Åved / Auwitt

## Südschleswig (Deutscher Teil Schleswigs)
Die deutschen Varianten stehen in diesem Bereich der Liste an erster, die dänischen an zweiter und die friesischen an dritter Stelle.
| Inhaltsverzeichnis A B C D E F G H I J K L M N O P Q R S T U V |

### A
- Achtrup Agtrup Åktoorp
- Ahneby Åneby
- Ahrenshöft Arnshøft Oornshaud
- Ahrenviöl Arenfjolde Årnfjål
- Alkersum Alkersum Aalkersem
- Almdorf Almtorp Aalmtoorp
- Amrum Amrum Oomram
- Angeln Angel
- Archsum Arksum Arichsem
- Arlewatt Arlevad Alwat
- Arlau (ein Fluss) Arlå Arluu
- Arnis Arnæs
- Ausacker Oksager
- Ascheffel Askfelt
- Aventoft Aventoft Oowentoft

### B
- Bargum Bargum Beergem
- Barkelsby Barkelby
- Behrendorf Bjerndrup Bjarntoorp
- Bistensee Bistensø
- Böel Bøl
- Böklund Bøglund
- Börm Børm
- Böxlund Bøgslund
- Bohmstedt Bomsted Bååmst
- Bondelum Bondelum Bonlem
- Borby Borreby
- Bordelum Bordelum Boorlem
- Borgsum Borgsum Borigsem
- Borgwedel Borgvedel
- Bosbüll Bosbøl Bousbel
- Braderup Brarup Braarep
- Brebel Bredbøl
- Bredstedt Bredsted (südjütisch: Bräjst) Bräist
- Breklum Breklum Brääklem
- Büdelsdorf Bydelstorp

### C
- Christian-Albrechts-Koog Christian Albrechts Kog Krisen-Albrechen-Kuuch
- Christiansholm Christiansholm

### D
- Dagebüll Dagebøl Doogebel
- Damp Damp
- Dannewerk Dannevirke
- Dänischer Wohld Jernved (selten: Danskeskoven)
- Deezbüll Dedsbøl Deesbel
- Dollerup Dollerup
- Drage Drage
- Drelsdorf Trelstorp Trölstrup
- Dunsum Dunsum Dunsem

### E
- Eckernförde Egernførde (seltener: Egernfjord: südjütisch: Nysted)
- Eggebek Eggebæk (südjütisch: Echbæk)
- Eider (ein Fluss) Ejderen Ääder
- Eiderstedt Ejdersted Ääderstää
- Ekenis Egenæs
- Ellingstedt Ellingsted
- Ellhöft Ellehoved
- Elsdorf-Westermühlen Elstorp-Vestermølle
- Emmelsbüll-Horsbüll Emsbøl-Horsbøl Ämesbel-Hoorbel
- Enge-Sande Enge-Sande Ding-Sönj
- Esgrus Eskeris/Eskris

### F
- Fahrdorf Fartorp
- Fahrensodde Farnæsodde
- Fahretoft Fartoft Foortuft
- Fehmarn Femern (heute zu Holstein)
- Felm Felm
- Fleckeby Flækkeby
- Flensburg Flensborg Flansborj
- Fockbek Fokbæk
- Föhr Før Feer
- Fresendelf Fresendelf
- Fresenhagen Fresenhagen Frisenhuuwen
- Friedrichsholm Frederiksholm
- Friedrichsgraben Frederiksgrave
- Friedrichsort Frederiksort
- Friedrichstadt Frederiksstad

### G
- Galmsbüll Galmesbøl Galmsbel
- Gammelby Gammelby
- Garding Garding
- Geltorf Geltorp
- Gettorf Gettorp
- Glücksburg Lyksborg
- Goldebek Goldbæk Golbäk
- Goldelund Goldelund Gelün
- Goosefeld Gosefjeld
- Grödersby Grødersby
- Großenwiehe Store Vi
- Groß Rheide Store Rejde
- Großsolt Store Solt
- Groß Wittensee Store Vittensø
- Grothusenkoog Grothuskoog
- Gröde Grøde de Grööe
- Großsolt Store Solt
- Grundhof Grumtoft
- Güby Gyby
- Gundelsby Gundelsby

### H
- Habel Habel Haabel
- Haddebyer Noor Haddeby Nor
- Hamburger Hallig Hamborger Hallig Hamborjer Hali
- Hamdorf Hammeltorp
- Handewitt Hanved
- Harrislee Harreslev
- Haselund Haslund
- Hasselberg Hasselbjerg
- Hattstedt Hatsted Haatst
- Havetoft Havetoft
- Havetoftloit Havetoftløjt
- Helgoland Helgoland deät Lun
- Högel Høgel Höögel
- Hörnum (Sylt) Hørnum (Sild) Hörnem (Söl)
- Hörup Hørup
- Hohn Hohn
- Hollingstedt (Treene) Hollingsted
- Holnis Holnæs
- Holtenau Holtenå
- Holtsee Holtsø
- Holzdorf Holtorp
- Hooge Hoge de Huuge
- Horstedt (Nordfriesland) Horsted Hoorst
- Hude Hude
- Hütten (Schleswig) Hytten
- Hüttener Berge Hytten Bjerge
- Humptrup Humtrup Humptoorp
- Husby Husby
- Husum Husum Hüsem

### I
- Idstedt Isted
- Immenstedt (Nordfriesland) Immingsted Emst

### J
- Jagel Jagel
- Jägerslust Jægerslyst
- Jardelund Jardelund
- Jarplund-Weding Jaruplund Veding
- Jerrishoe Jerrishøj
- Joldelund Joldelund Jåålönj
- Jörl Jørl
- Jübek Jydbæk
- Jütland Jylland Jütlönj

### K
- Kampen (Sylt) Kamp Kaamp
- Kappeln Kappel
- Karby Karby
- Karlum Karlum Kuurlem
- Katharinenheerd Katrineherd
- Keitum Kejtum Kairem
- Kiesby Kisby
- Klanxbüll Klangsbøl Klångsbel
- Klein Wittensee Lille Vittensø
- Kleiseerkoog Klægsøkog Kloisiiekuuch
- Klixbüll Klægsbøl Klexbel
- Königshügel Kongshøj
- Koldenbüttel Koldenbyttel Koolnbütel
- Kolkerheide Kolkerheide Kolkerhii
- Kosel Kosel (auch: Koslev)
- Kupfermühle Kobbermølle

### L
- Ladelund Ladelund Låålönj
- Langballig Langballe
- Langeneß Langenæs de Nees
- Langenhorn (Nordfriesland) Langhorn e Hoorne
- Leck Læk Leek
- Levensau Levenså
- Lexgaard Læksgårde (südjütisch: Lesgår) Leeksguurd
- Lindau (bei Kiel) Lindå
- Lindewitt Lindved
- List auf Sylt List List
- Loit Løjt
- Lohe-Föhrden Lo-Førden
- Löwenstedt Lyngsted (auch: Lyngsæd oder Løvensted) Jöömst
- Lütjenholm Lilholm Läitjholem
- Lürschau Lyrskov

### M
- Maasbüll Masbøl Moosbel
- Maasholm Masholm
- Meggerdorf Meggertorp
- Meierwik Mejervig
- Meyn Meden
- Midlum (Föhr) Midlum Madlem
- Mildstedt Mildsted Melst
- Missunde Mysunde
- Mohrkirch Mårkær
- Mürwik Mørvig
- Munkbrarup Munkbrarup (südjütisch: Monkbrarup)
- Munkmarsch Munkmarsk Munkmäärsk

### N
- Nebel (Amrum) Nebel Neebel
- Neudorf-Bornstein Nytorp-Bornsten
- Neukirchen (Nordfriesland) Nykirke Naischöspel
- Neuwittenbek Ny Vitbæk
- Nieblum Niblum Njiblem
- Niebüll Nibøl Naibel
- Niesgrau Nisgrå
- Niehuus Nyhus
- Norddorf auf Amrum Nordtorp Noorsaarep
- Norderfriedrichskoog Nørre Frederikskoog
- Norderoog Nørreog Noorderuug
- Nordfriesland Nordfrisland Nordfraschlönj
- Nordhackstedt Nørre Haksted
- Nordstrand Nordstrand Nordströön
- Nordstrandischmoor Nordstrand Mor Lätj Möör
- Norstedt Nordsted Noorst
- Nübbel Nybøl

### O
- Ockholm Okholm e Hoolme
- Oevenum Øvenum Ööwenem
- Oeversee Øversø
- Oland Øland Ualöön
- Oldenswort Oldensvort
- Oldersbek Oldersbæk
- Olderup Olderup Åldrop
- Oldsum Oldsum Olersem
- Olpenitz Olpenæs
- Osbek Osbæk
- Osdorf Ostorp
- Ostenfeld (Husum) Ostenfeld oder Østerfjolde (südjütisch: Østerfjölj) Aastenfäil
- Osterby (Kreis Rendsburg-Eckernförde) Østerby
- Osterby (Kreis Schleswig-Flensburg) Østerby
- Osterhever Østerhever
- Oster-Ohrstedt Øster Ørsted Aaster Uurst
- Owschlag Okslev

### P
- Pellworm Pelvorm Pelwäärm
- Poppenbüll Poppenbøl

### Q
- Quern Kværn

### R
- Rabenholz Ravnholt
- Rabenkirchen-Faulück Ravnkær-Fovlløk
- Rade Råde
- Ramstedt Ramsted
- Rantum Rantum Raantem
- Rendsburg Rendsborg Ransborj
- Reußenköge Reussenkog
- Rheider Au (ein Fluss) Rejde Å
- Rieseby Risby
- Risum-Lindholm Risum-Lindholm Risem-Lonham
- Rodenäs Rødenæs Runees
- Rüde Ryde
- Rügge Rygge

### S
- Sankelmark Sankelmark
- Sankt Peter-Ording Sankt Peter-Ording
- Schaalby Skålby
- Schafflund Skovlund
- Scheggerott Skæggerød
- Schilksee Skilksø
- Schlei Slien
- Schleswig Slesvig Slaswik
- Schobüll Skovbøl Schööbel
- Schuby Skovby
- Schwabstedt Svavsted Swåbstää
- Schwansen Svans oder Svansø
- Schwedeneck Svenskerhjørnet
- Schwesing Svesing Swiasing
- Seeth Sæd Seet
- Sieverstedt Siversted
- Silberstedt Sølvested
- Simonsberg Simonsberg
- Sörup Sørup
- Sollwitt Solved Salwit
- Sorge (ein Fluss) Sorgen
- Sprakebüll Spragebøl Språkebel
- Stadum Stadum Ståårem
- Stapelholm Stabelholm
- Stedesand Stedesand Stääsönj
- Steenodde Stenodde Stianood
- Steinberg (Schleswig) Stenbjerg
- Sterup Sterup
- Stollberg Stolbjerg Stolbeerch
- Stoltebüll Stoltebøl
- Strande Strande
- Struckum Strukum Strükem
- Struxdorf Strukstrup
- Süddorf (Amrum) Sydtorp Sössaarep
- Süderbrarup Sønder Brarup
- Süderschmedeby Sønder Smedeby
- Süderende Syderende Söleraanj
- Süderlügum Sønder Løgum Läigem
- Süderoog Sønderoog Saruug
- Süderstapel Sønder Stabel
- Südfall Sydfald
- Südjütland Sønderjylland
- Südschleswig Sydslesvig
- Sylt Sild Söl

### T
- Tarp Tarp
- Tarup Tarup
- Tastrup Tostrup
- Tating Tating
- Tetenbüll Tetenbøl
- Tetenhusen Tetenhuse
- Thumby Tumby
- Tielen Tiele
- Tinningstedt Tinningsted Taningstää
- Tinnum Tinnum Tinem
- Tönning Tønning Taning
- Tolk Tolk
- Treene (ein Fluss) Trenen
- Treia Treja
- Twedt Tved
- Tümlauer-Koog Tumlaus Kog

### U
- Uelsby Ylvesby
- Uelvesbüll Ylvesbøl
- Uphusum Ophusum Aphüsem
- Utersum Yttersum Ödersem
- Uthörn Udhjørne Holm Uthörn

### V
- Viöl Fjolde Fjåål
- Vollerwiek Follervig Folerwiik
- Vollstedt Folsted Fåålst

### W
- Waabs Vabs (auch: Vabenæs)
- Wagersrott Vogsrød
- Wallsbüll Valsbøl
- Wanderup Vanderup
- Wees Ves
- Weesby Vesby
- Weiche Sporskifte
- Welt Velt Wäilt
- Wenningstedt Venningsted Wonningstair
- Weseby Veseby
- Westerholz Vesterholt
- Westerland Vesterland Wäästerlön
- Westerhever Vesterhever Weesterheewer
- Westre Vestre
- Windeby Vindeby
- Windebyer Noor Vindeby Nor
- Winnemark Vindemark
- Winnert Vinnert
- Wisch (Nordfriesland) Visk Wäsk
- Witsum Vitsum Wiisem
- Wittbek Vedbæk
- Wittdün auf Amrum Vitdyn Witjdün
- Wittensee Vittensø
- Witzwort Vitsvort
- Wobbenbüll Vobbenbøl Wååbel
- Wrixum Vriksum Wraksem
- Wyk auf Föhr Vyk på Før a Wik üüb Feer